# Échalas
Échalas ist eine französische Gemeinde im Département Rhône in der Region Auvergne-Rhône-Alpes. Sie gehört zum Arrondissement Lyon und ist Teil des Kantons Mornant (bis 2015: Kanton Givors). Échalas hat 1.940 Einwohner (Stand: 1. Januar 2022), die Chalarons genannt werden.

## Geographie
Échalas liegt etwa 24 Kilometer südsüdwestlich von Lyon an den Monts du Lyonnais.

### Nachbargemeinden
Umgeben wird Échalas von den Nachbargemeinden Givors im Norden, Loire-sur-Rhône im Osten, Les Haies im Süden, Trèves im Westen und Südwesten sowie Saint-Romain-en-Gier im Westen und Nordwesten.

## Bevölkerungsentwicklung
| Jahr                       | 1962 | 1968 | 1975 | 1982 | 1990 | 1999 | 2006 | 2013 |
| -------------------------- | ---- | ---- | ---- | ---- | ---- | ---- | ---- | ---- |
| Einwohner                  | 685  | 605  | 774  | 905  | 1032 | 1141 | 1347 | 1670 |
| Quellen: Cassini und INSEE |      |      |      |      |      |      |      |      |

## Sehenswürdigkeiten
- Kirche Notre-Dame